# Мезопелагіаль

Діаграма глибинних шарів пелагіалі

Мезопелагічна зона (грец. μέσον, середній), також відома як середня пелагічна або сутінкова зона, — це частина пелагічної зони, що лежить між фотичною епіпелагічною та афотичною батіпелагічною зонами. Вона визначається світлом і починається на глибині, куди потрапляє лише 1 % падаючого світла, і закінчується там, де світла немає; глибини цієї зони знаходяться приблизно від 200 до 1000 метрів (від 660 до 3280 футів) нижче поверхні океану.
Мезопелагічна зона займає близько 60 % поверхні планети та близько 20 % об'єму океану, що становить значну частину загальної біосфери. Вона містить різноманітну біологічну спільноту, що включає щетиноротих молюсків, риб-крапель, біолюмінесцентних медуз, гігантських кальмарів та безліч інших унікальних організмів, адаптованих до життя в умовах низької освітленості.[3] Вона давно полонила уяву вчених, художників та письменників; глибоководні істоти є відомими в популярній культурі.